# Patricia Clarkson
Patricia Davies Clarkson (New Orleans, Louisiana, 1959. december 29. –) Golden Globe- és háromszoros Primetime Emmy-díjas amerikai színésznő.

## Fiatalkora
Patricia Davies Clarkson 1959. december 29-én született New Orleansban. Édesanyja, Jacquelyn Brechtel politikus, édesapja, Arthur Clarkson főiskolai hivatalnok. 
A Fordham University drámatagozatán tanult, ezután a Yale School of Drama-n magiszteri fokozatot kapott.

## Pályafutása
Első jelentősebb szerepét Brian De Palma Aki legyőzte Al Caponét (1987) című bűnügyi filmdrámájában kapta. Ezt a Rocket Gibraltár, a viking bárka (1988) című filmdráma, valamint a Clint Eastwood főszereplésével készült Holtbiztos tipp (1988) követte. Szerepelt az Anthony Quinn-nel legendássá vált Az öreg halász és a tenger (1990) Hemingway-adaptációban és a Robin Williams főszereplésével készült Jumanjiban (1995) is. A továbbiakban A szerelem művészete (1998) és a Halálsoron (2000), majd a Birtokviszony (2001) és a Távol a mennyországtól (2002) című drámákban is játszott.
Színészi játékát Golden Globe- és Oscar-díjra jelölték a Hálaadás (2003) című filmdráma Joy Burns nevű szereplőjének megformálásáért. Több elismerést hozott számára a 2003-as Az állomásfőnök (2003) és Olivia Harris szerepe is. A 2000-es évek folyamán a Sírhant művek című televíziós sorozattal két Primetime Emmy-díjat nyert. A Golden Globe-ot végül az Éles tárgyak című Gillian Flynn-adaptáció mellékszereplőjeként vehette át 2019-ben.

## Filmográfia

### Film
| Év   | Magyar cím                                              | Eredeti cím                                                                   | Szerep                     | Magyar hang        |
| ---- | ------------------------------------------------------- | ----------------------------------------------------------------------------- | -------------------------- | ------------------ |
| 1987 | Aki legyőzte Al Caponét                                 | The Untouchables                                                              | Catherine Ness             | Borbáth Ottília    |
| 1987 | Aki legyőzte Al Caponét                                 | The Untouchables                                                              | Catherine Ness             | F. Nagy Erika      |
| 1988 | Holtbiztos tipp                                         | The Dead Pool                                                                 | Samantha Walker            | Prókai Annamária   |
| 1988 | Holtbiztos tipp                                         | The Dead Pool                                                                 | Samantha Walker            | Balázs Ágnes       |
| 1988 | Holtbiztos tipp                                         | The Dead Pool                                                                 | Samantha Walker            | Farkasinszky Edit  |
| 1988 | Rocket Gibraltár, a viking bárka                        | Rocket Gibraltar                                                              | Rose Black                 |                    |
| 1988 | Szép volt, fiú!                                         | Everybody's All-American                                                      | Leslie Stone               |                    |
| 1990 | Júlia néni és a tollnok – avagy mindennap új folytatás! | Tune in Tomorrow                                                              | Olga néni                  | Málnai Zsuzsa      |
| 1995 | Fáraóhadsereg                                           | Pharaoh's Army                                                                | Sarah Anders               | Menszátor Magdolna |
| 1995 | Jumanji                                                 | Jumanji                                                                       | Carol Anne Parrish         | Borbás Gabi        |
| 1998 | Szeress, ha tudsz!                                      | Playing by Heart                                                              | Allison                    | Hirling Judit      |
| 1998 | A szerelem művészete                                    | High Art                                                                      | Greta                      |                    |
| 1999 | Halálsoron                                              | The Green Mile                                                                | Melinda Moores             | Andai Györgyi      |
| 1999 |                                                         | Wayward Son                                                                   | Wesley                     |                    |
| 1999 | Sülve-főve                                              | Simply Irresistible                                                           | Lois McNally               | Timkó Eszter       |
| 2000 |                                                         | Falling Like This                                                             | Caroline Lockhart          |                    |
| 2000 | Joe Gould titka                                         | Joe Gould's Secret                                                            | Vivian Marquie             |                    |
| 2001 | Birtokviszony                                           | The Safety of Objects                                                         | Annette Jennings           | Spilák Klára       |
| 2001 | Az ígéret megszállottja                                 | The Pledge                                                                    | Margaret Larsen            | Németh Kriszta     |
| 2001 |                                                         | Wendigo                                                                       | Kim                        |                    |
| 2002 | Széftörők                                               | Welcome to Collinwood                                                         | Rosalind                   | Csere Ágnes        |
| 2002 | Széftörők                                               | Welcome to Collinwood                                                         | Rosalind                   | Kubik Anna         |
| 2002 | Távol a mennyországtól                                  | Far from Heaven                                                               | Eleanor Fine               | Molnár Zsuzsa      |
| 2002 |                                                         | Heartbreak Hospital                                                           | Lottie Ohrwasher           |                    |
| 2002 |                                                         | The Baroness and the Pig                                                      | Bárónő                     |                    |
| 2003 | Dogville – A menedék                                    | Dogville                                                                      | Vera                       | Illyés Mari        |
| 2003 | Az állomásfőnök                                         | The Station Agent                                                             | Olivia Harris              | Timkó Eszter       |
| 2003 | Az "Igazi"                                              | All the Real Girls                                                            | Elvira Fine                |                    |
| 2003 | Hálaadás                                                | Pieces of April                                                               | Joy Burns                  | Borbás Gabi        |
| 2004 | Csoda a jégen                                           | Miracle                                                                       | Patti Brooks               | Fehér Anna         |
| 2005 | Jó estét, jó szerencsét!                                | Good Night, and Good Luck.                                                    | Shirley Wershba            | Kovács Nóra        |
| 2005 |                                                         | The Dying Gaul                                                                | Elaine Tishop              |                    |
| 2006 | Az erdő                                                 | The Woods                                                                     | Ms. Traverse               | Kovács Nóra        |
| 2006 | A király összes embere                                  | All the King's Men                                                            | Sadie Burke                | Vándor Éva         |
| 2007 | Ízlések és pofonok                                      | No Reservations                                                               | Paula                      | Menszátor Magdolna |
| 2007 | Plasztik szerelem                                       | Lars and the Real Girl                                                        | Dr. Dagmar Bergman         | Vándor Éva         |
| 2007 | Házasélet                                               | Married Life                                                                  | Pat Allen                  | Vándor Éva         |
| 2008 | Vak-randi                                               | Blind Date                                                                    | Janna                      |                    |
| 2008 | Csodaországban                                          | Phoebe in Wonderland                                                          | Miss Dodger                | Vándor Éva         |
| 2008 | Elégia                                                  | Elegy                                                                         | Carolyn                    | Farkasinszky Edit  |
| 2008 | Vicky Cristina Barcelona                                | Vicky Cristina Barcelona                                                      | Judy Nash                  | Hámori Ildikó      |
| 2009 | Bármi megteszi                                          | Whatever Works                                                                | Marietta Celestine         |                    |
| 2009 |                                                         | 2081 (rövidfilm)                                                              | narrátor (hangja)          |                    |
| 2009 |                                                         | For the Love of Movies: The Story of American Film Criticism (dokumentumfilm) | narrátor (hangja)          |                    |
| 2009 | Kairói tűz                                              | Cairo Time                                                                    | Juliette Grant             | Kovács Nóra        |
| 2010 | Viharsziget                                             | Shutter Island                                                                | máaodik Rachel Solando     | Kubik Anna         |
| 2010 |                                                         | Legendary                                                                     | Sharon Chetley             |                    |
| 2010 | Fő utca                                                 | Main Street                                                                   | Willa Jenkins              |                    |
| 2010 | Könnyű nőcske                                           | Easy A                                                                        | Rosemary Penderghast       | Nagy-Kálózy Eszter |
| 2011 | Barátság extrákkal                                      | Friends with Benefits                                                         | Lorna                      | Vándor Éva         |
| 2011 | Egy nap                                                 | One Day                                                                       | Alison Mayhew              | Vándor Éva         |
| 2013 | A Kelet                                                 | The East                                                                      | Sharon                     | Borbás Gabi        |
| 2014 | Az útvesztő                                             | The Maze Runner                                                               | Ava Paige                  | Menszátor Magdolna |
| 2014 |                                                         | Last Weekend                                                                  | Celia Green                |                    |
| 2014 | Volán és gyeplő                                         | Learning to Drive                                                             | Wendy Shields              | Kovács Nóra        |
| 2014 |                                                         | October Gale                                                                  | Helen Matthews             |                    |
| 2014 | Annie                                                   | Annie                                                                         | fókuszcsoportos nő (cameo) |                    |
| 2015 | Az útvesztő: Tűzpróba                                   | Maze Runner: The Scorch Trials                                                | Ava Paige                  | Menszátor Magdolna |
| 2017 | A vendégek                                              | The Party                                                                     | April                      |                    |
| 2017 | Könyvesbolt a tengerparton                              | The Bookshop                                                                  | Mrs. Violet Gamart         |                    |
| 2018 | Az útvesztő: Halálkúra                                  | Maze Runner: The Death Cure                                                   | Ava Paige                  | Menszátor Magdolna |
| 2018 |                                                         | Jonathan                                                                      | Dr. Mina Nariman           |                    |
| 2018 | Delirium                                                | Delirium                                                                      | Brody                      | Vándor Éva         |
| 2018 |                                                         | Out of Blue                                                                   | Mike Hoolihan nyomozó      |                    |
| 2022 | Azt mondta                                              | She Said                                                                      | Rebecca Corbett            | Vándor Éva         |
| 2022 | Monica                                                  | Monica                                                                        | Eugenia                    | Kubik Anna         |

### Televízió
| Év        | Magyar cím                 | Eredeti cím             | Szerep                   | Megjegyzések                                                         |
| --------- | -------------------------- | ----------------------- | ------------------------ | -------------------------------------------------------------------- |
| 1985      |                            | Spenser: For Hire       | Elizabeth Haller         | 1 epizód                                                             |
| 1986      |                            | The Equalizer           | Deborah Wade             | 1 epizód                                                             |
| 1990      | Mesék a kriptából          | Tales from the Crypt    | Suzy                     | 1 epizód                                                             |
| 1990      | Esküdt ellenségek          | Law & Order             | Laura Winthrop           | 1 epizód                                                             |
| 1990      | Az öreg halász és a tenger | The Old Man and the Sea | Mary Pruitt              | - tévéfilm - magyar hangja: - Juhász Róza                            |
| 1991      |                            | Davis Rules             | Cosmo Yeargin            | 13 epizód                                                            |
| 1991      |                            | Blind Man's Bluff       | Dr. Virginia Hertz       | tévéfilm                                                             |
| 1992      | Elfeledett győzelmek       | An American Story       | Barbara Meade            | tévéfilm                                                             |
| 1992      |                            | Legacy of Lies          | Pat Rafael               | tévéfilm                                                             |
| 1992      | Pápaszem                   | Four Eyes and Six Guns  | Lucy Laughton            | - tévéfilm - magyar hangja: - Prókai Annamária                       |
| 1993      | Csőbe húzva                | Caught in the Act       | Meg                      | - tévéfilm - magyar hangja: - Farkasinszky Edit                      |
| 1993      |                            | Alex Haley's Queen      | Lizzie Perkins           | minisorozat (3 epizód)                                               |
| 1994      | Éli a szerelmet            | She Led Two Lives       | Desiree Parnell          | tévéfilm                                                             |
| 1995–1996 |                            | Murder One              | Annie Hoffman            | 23 epizód                                                            |
| 1996      |                            | London Suite            | Diana Nichols            | tévéfilm                                                             |
| 1998      |                            | The Wedding             | Della McNeil             | tévéfilm                                                             |
| 2000      |                            | Wonderland              | Mrs. Tammy Banger        | 2 epizód                                                             |
| 2001      | Frasier – A dumagép        | Frasier                 | Claire French            | 6 epizód                                                             |
| 2002      | Carrie                     | Carrie                  | Margaret White           | - tévéfilm - magyar hangja: - Menszátor Magdolna - Zborovszky Andrea |
| 2002–2005 | Sírhant művek              | Six Feet Under          | Sarah O'Connor           | 7 epizód                                                             |
| 2007      |                            | American Masters        | narrátor (hangja)        | 1 epizód                                                             |
| 2009–2011 | Saturday Night Live        | Saturday Night Live     | anya                     | 2 epizód                                                             |
| 2011      | Városfejlesztési osztály   | Parks and Recreation    | Tammy Swanson I          | 2 epizód                                                             |
| 2012      |                            | The Dust Bowl           | Hazel Lucas Shaw         | dokumentumfilm                                                       |
| 2012      | Küzdelem a rákkal          | Five                    | Mia Knowles              | - tévéfilm - magyar hangja: - Vándor Éva                             |
| 2015      |                            | Broad City              | Timothy anyja            | 1 epizód                                                             |
| 2016      | Amerikai fater             | American Dad!           | Meredith Fields (hangja) | 1 epizód                                                             |
| 2016      |                            | Nature                  | narrátor (hangja)        | 1 epizód                                                             |
| 2017–2018 | Kártyavár                  | House of Cards          | Jane Davis               | 13 epizód                                                            |
| 2018      | Éles tárgyak               | Sharp Objects           | Adora Crellin            | - 8 epizód - magyar hangja: - Takács Katalin                         |
| 2022      | Egy házasság helyzete      | State of the Union      | Ellena                   | 10 epizód                                                            |
| 2022      | Zöld sonka és zöld tojás   | Green Eggs and Ham      | Pam-I-Am (hangja)        | 10 epizód                                                            |
| 2022      |                            | Gray                    | Cornelia Gray            | 8 epizód (producer)                                                  |